# Tir la Jocurile Olimpice de vară din 2016
Probele sportive de tir sportiv la Jocurile Olimpice de vară din 2016 s-au desfășurat în perioada 6–14 august 2016 pe Centrul Național de Tir din Rio de Janeiro, Brazilia.

## Medaliați

### Masculin
| Probă                                | Aur                                                     | Argint                              | Bronz                                                     |
| Pistol cu aer comprimat 10 m detalii | Hoàng Xuân Vinh · Vietnam (VIE) RO                      | Felipe Almeida Wu · Brazilia (BRA)  | Pang Wei · China (CHN)                                    |
| Pistol foc rapid 25 m                | Christian Reitz · Germania (GER)                        | Jean Quiquampoix · Franța (FRA)     | Li Yuehong · China (CHN)                                  |
| Pistol 50 m detalii                  | Jin Jong-oh · Coreea de Sud (KOR) RO                    | Hoàng Xuân Vinh · Vietnam (VIE)     | Kim Song-guk · Coreea de Nord (PRK)                       |
| Pușcă cu aer comprimat 10 m detalii  | Niccolò Campriani · Italia (ITA) RO                     | Serhii Kuliș · Ucraina (UKR)        | Vladimir Maslennikov · Rusia (RUS)                        |
| Pușcă culcat 50 m                    | Henri Junghänel · Germania (GER) RO                     | Kim Jong-hyun · Coreea de Sud (KOR) | Kirill Grigoriian · Rusia (RUS)                           |
| Pușcă trei poziții 50 m              | Niccolò Campriani · Italia (ITA)                        | Serghei Kamenski · Rusia (RUS)      | Alexis Raynaud · Franța (FRA)                             |
| Trap detalii                         | Josip Glasnović · Croația (CRO)                         | Giovanni Pellielo · Italia (ITA)    | Edward Ling · Marea Britanie (GBR)                        |
| Dublu trap detalii                   | Fehaid Al-Deehani · Atleții Olimpici Independenți (IOA) | Marco Innocenti · Italia (ITA)      | Steven Scott · Marea Britanie (GBR)                       |
| Skeet                                | Gabriele Rossetti · Italia (ITA)                        | Marcus Svensson · Suedia (SWE)      | Abdullah Al-Rashidi · Atleții Olimpici Independenți (IOA) |

### Feminin
| Probă                                | Aur                                                     | Argint                               | Bronz                                            |
| Pistol cu aer comprimat 10 m detalii | Zhang Mengxue · China (CHN) RO                          | Vitalina Bațarașkina · Rusia (RUS)   | Anna Korakaki · Grecia (GRE)                     |
| Pușcă cu aer comprimat 10 m detalii  | Virginia Thrasher · Statele Unite ale Americii (USA) RO | Du Li · China (CHN)                  | Yi Siling · China (CHN)                          |
| Pistol 25 m detalii                  | Anna Korakaki · Grecia (GRE)                            | Monika Karsch · Germania (GER)       | Heidi Diethelm Gerber · Elveția (SUI)            |
| Pușcă trei poziții 50 m detalii      | Barbara Engleder · Germania (GER)                       | Zhang Binbin · China (CHN)           | Du Li · China (CHN)                              |
| Trap detalii                         | Catherine Skinner · Australia (AUS)                     | Natalie Rooney · Noua Zeelandă (NZL) | Corey Cogdell · Statele Unite ale Americii (USA) |
| Skeet detalii                        | Diana Bacosi · Italia (ITA)                             | Chiara Cainero · Italia (ITA)        | Kim Rhode · Statele Unite ale Americii (USA)     |

## Clasament pe medalii
Legendă
  *   Țara-gazdă (Brazilia)
| Loc                 | Țară                          | Aur | Argint | Bronz | Total |
| ------------------- | ----------------------------- | --- | ------ | ----- | ----- |
| 1                   | Italia                        | 4   | 3      | 0     | 7     |
| 2                   | Germania                      | 3   | 1      | 0     | 4     |
| 3                   | China                         | 1   | 2      | 4     | 7     |
| 4                   | Coreea de Sud                 | 1   | 1      | 0     | 2     |
| 4                   | Vietnam                       | 1   | 1      | 0     | 2     |
| 6                   | Statele Unite ale Americii    | 1   | 0      | 2     | 3     |
| 7                   | Grecia                        | 1   | 0      | 1     | 2     |
| 7                   | Atleții Olimpici Independenți | 1   | 0      | 1     | 2     |
| 9                   | Australia                     | 1   | 0      | 0     | 1     |
| 9                   | Croația                       | 1   | 0      | 0     | 1     |
| 11                  | Rusia                         | 0   | 2      | 2     | 4     |
| 12                  | Franța                        | 0   | 1      | 1     | 2     |
| 13                  | Brazilia*                     | 0   | 1      | 0     | 1     |
| 13                  | Noua Zeelandă                 | 0   | 1      | 0     | 1     |
| 13                  | Suedia                        | 0   | 1      | 0     | 1     |
| 13                  | Ucraina                       | 0   | 1      | 0     | 1     |
| 17                  | Marea Britanie                | 0   | 0      | 2     | 2     |
| 18                  | Coreea de Nord                | 0   | 0      | 1     | 1     |
| 18                  | Elveția                       | 0   | 0      | 1     | 1     |
| Total 19 de CON-uri | Total 19 de CON-uri           | 15  | 15     | 15    | 45    |